# Livsfare - Miner
Livsfare - Miner er en dansk dokumentarfilm fra 1946 instrueret af Ole Palsbo efter eget manuskript.
Filmen omhandler minerydningsarbejdet i Danmark efter 2. Verdenskrig.

## Handling
Tyske sprængkommandoer under dansk og engelsk ledelse fjerner og uskadeliggør de tyske landminer fra dansk jord. Man ser bl.a., hvordan de tyske soldater marcherer gennem det ryddede felt for at kontrollere.